# Josef Jakubec (fotbalista)
Josef Jakubec rozený Josef Jakubetz (1912 – 1971) byl český fotbalista.

## Fotbalová kariéra
V nejvyšší soutěži hrál za SK Slezská Ostrava od roku 1932 do roku 1942. Nastoupil ve 27 ligových utkáních a dal 1 gól.

## Ligová bilance
| Ročník                 | Zápasy | Góly | Klub               |
| ---------------------- | ------ | ---- | ------------------ |
| Státní liga 1937/1938  | 8      | 0    | SK Slezská Ostrava |
| Státní liga 1938/1939  | 2      | 0    | SK Slezská Ostrava |
| Národní liga 1939/1940 | 17     | 1    | SK Slezská Ostrava |
| CELKEM 1. liga         | 27     | 1    |                    |